# 富邦銀行
富邦銀行（ふほうぎんこう）はかつて台湾の台北市に存在した商業銀行で、本店は大安区仁愛路169号（現在の台北富邦銀行安和支店）にあった。富邦グループは1961年4月19日に富邦産物保険によって始まり、人寿保険（生保）、証券、投資顧問等、富邦グループ会社の一員として、金融の中心を担ってきた。2001年12月19日に富邦グループは、富邦金控（富邦フィナンシャルホールディングス）として再編成を行い、翌年の12月23日に台北銀行を傘下におさめた。
2005年1月1日の合併の際、台北銀行が存続銀行となったために消滅した。